# The Exciter Tour
L'Exciter Tour è stato un tour musicale del gruppo musicale britannico Depeche Mode intrapreso nel 2001 per promuovere il decimo album in studio del gruppo Exciter.

## Scaletta
1. Easy Tiger-Dream On (intro strumentale)
2. The Dead of Night
3. The Sweetest Condition
4. Halo
5. Walking in My Shoes
6. Dream On
7. When the Body Speaks
8. Waiting For the Night
9. The Bottom Line / Surrender * / Dressed In Black * / Sister of Night * / Condemnation / Judas / It Doesn't Matter Two / Somebody
10. Breathe
11. Freelove
12. Enjoy the Silence
13. I Feel You
14. In Your Room
15. It's No Good
16. I Feel Loved (non eseguita in tutte le date)
17. Personal Jesus
18. World Full of Nothing (solo nell'ultimo concerto)
19. Home
20. Clean / Condemnation
21. Black Celebration
22. Never Let Me Down Again

* Cantata da Martin.

## Date
| Data         | Città               | Paese       | Luogo                            | Note |
| ------------ | ------------------- | ----------- | -------------------------------- | --- |
| Nord America |                     |             |                                  | |
| 04/06/2001   | West Hollywood      | Stati Uniti | The Roxy Theatre                 | |
| 11/06/2001   | Québec              | Canada      | Colisée Pepsi                    | |
| 13/06/2001   | Ottawa              | Canada      | Corel Centre                     | |
| 15/06/2001   | Montréal            | Canada      | Centre Molson                    | |
| 16/06/2001   | Toronto             | Canada      | Molson Canadian Amphitheatre     | |
| 19/06/2001   | Saint Paul          | Stati Uniti | Xcel Energy Center               | |
| 20/06/2001   | Milwaukee           | Stati Uniti | Marcus Amphitheater              | |
| 22/06/2001   | Tinley Park         | Stati Uniti | New World Music Theater          | |
| 23/06/2001   | Clarkston           | Stati Uniti | DTE Energy Music Theatre         | |
| 24/06/2001   | Cuyahoga Falls      | Stati Uniti | Blossom Music Center             | |
| 27/06/2001   | New York City       | Stati Uniti | Madison Square Garden            | |
| 28/06/2001   | New York City       | Stati Uniti | Madison Square Garden            | |
| 30/06/2001   | Filadelfia          | Stati Uniti | First Union Center               | La performance di Freelove è stata filmata amatorialmente e inserita nel DVD omonimo, mentre quelle di Breathe e The Dead of Night sono state registrate e inserite come tracce audio nel medesimo DVD. |
| 01/07/2001   | Mansfield           | Stati Uniti | Tweeter Center                   | |
| 03/07/2001   | Wantagh             | Stati Uniti | Jones Beach Theater              | |
| 05/07/2001   | Columbia            | Stati Uniti | Merriweather Post Pavilion       | |
| 07/07/2001   | Sunrise             | Stati Uniti | National Car Rental Center       | |
| 08/07/2001   | Tampa               | Stati Uniti | Ice Palace                       | |
| 09/07/2001   | Atlanta             | Stati Uniti | HiFi Buys Amphitheatre           | |
| 13/07/2001   | New Orleans         | Stati Uniti | Lakefront Arena                  | |
| 14/07/2001   | The Woodlands       | Stati Uniti | Cynthia Woods Mitchell Pavilion  | |
| 15/07/2001   | San Antonio         | Stati Uniti | South Texas Amphitheatre         | |
| 17/07/2001   | Dallas              | Stati Uniti | Smirnoff Music Center            | |
| 19/07/2001   | Las Cruces          | Stati Uniti | Pan American Center              | |
| 20/07/2001   | Albuquerque         | Stati Uniti | ABQ Journal Pavilion             | |
| 21/07/2001   | Greenwood Village   | Stati Uniti | Coors Amphitheatre               | |
| 23/07/2001   | West Valley City    | Stati Uniti | The E Center                     | |
| 27/07/2001   | Portland            | Stati Uniti | Rose Garden                      | |
| 28/07/2001   | Vancouver           | Canada      | Pacific Coliseum                 | |
| 29/07/2001   | Seattle             | Stati Uniti | The Gorge Amphitheatre           | |
| 01/08/2001   | Sacramento          | Stati Uniti | AutoWest Amphitheatre            | |
| 03/08/2001   | Concord             | Stati Uniti | Chronicle Pavilion               | |
| 04/08/2001   | Mountain View       | Stati Uniti | Shoreline Amphitheatre           | |
| 05/08/2001   | Santa Barbara       | Stati Uniti | Santa Barbara Bowl               | |
| 08/08/2001   | Las Vegas           | Stati Uniti | The Joint                        | |
| 10/08/2001   | Phoenix             | Stati Uniti | America West Arena               | |
| 11/08/2001   | Chula Vista         | Stati Uniti | Coors Amphitheatre               | |
| 14/08/2001   | Los Angeles         | Stati Uniti | Staples Center                   | |
| 15/08/2001   | Los Angeles         | Stati Uniti | Staples Center                   | |
| 18/08/2001   | Anaheim             | Stati Uniti | Arrowhead Pond                   | |
| 19/08/2001   | Anaheim             | Stati Uniti | Arrowhead Pond                   | |
| Europa       |                     |             |                                  | |
| 28/08/2001   | Tallinn             | Estonia     | Song Fest. Grounds               | |
| 29/08/2001   | Riga                | Lettonia    | Skonto Stadions                  | |
| 31/08/2001   | Vilnius             | Lituania    | Vingio Parko Estrada             | |
| 02/09/2001   | Varsavia            | Polonia     | Tor Służewiec                    | |
| 04/09/2001   | Praga               | Rep. Ceca   | Paegas Aréna                     | |
| 05/09/2001   | Berlino             | Germania    | Waldbühne                        | |
| 06/09/2001   | Berlino             | Germania    | Waldbühne                        | |
| 08/09/2001   | Amburgo             | Germania    | Trabrennbahn Bahrenfeld          | |
| 09/09/2001   | Lipsia              | Germania    | Festwiese                        | |
| 11/09/2001   | Vienna              | Austria     | Wiener Stadthalle                | |
| 12/09/2001   | Budapest            | Ungheria    | Kisstadion                       | |
| 16/09/2001   | Mosca               | Russia      | Olympiyskiy                      | |
| 18/09/2001   | San Pietroburgo     | Russia      | SKK Peterburgsky                 | |
| 19/09/2001   | Helsinki            | Finlandia   | Hartwall-areena                  | |
| 21/09/2001   | Stoccolma           | Svezia      | Globe Arena                      | |
| 22/09/2001   | Oslo                | Norvegia    | Oslo Spektrum                    | |
| 23/09/2001   | Copenaghen          | Danimarca   | Parken                           | |
| 25/09/2001   | Amnéville           | Francia     | Le Galaxie                       | |
| 26/09/2001   | Colonia             | Germania    | Kölnarena                        | |
| 27/09/2001   | Colonia             | Germania    | Kölnarena                        | |
| 29/09/2001   | Monaco di Baviera   | Germania    | Olympiahalle                     | |
| 30/09/2001   | Monaco di Baviera   | Germania    | Olympiahalle                     | |
| 02/10/2001   | Norimberga          | Germania    | Arena Nürnberger Versicherung    | |
| 03/10/2001   | Stoccarda           | Germania    | Hanns-Martin-Schleyer-Halle      | |
| 04/10/2001   | Zurigo              | Svizzera    | Hallenstadion                    | |
| 06/10/2001   | Oberhausen          | Germania    | Arena Oberhausen                 | |
| 07/10/2001   | Anversa             | Belgio      | Sportpaleis                      | |
| 09/10/2001   | Parigi              | Francia     | Palais Omnisports de Paris-Bercy | I concerti sono stati filmati per il concert film One Night in Paris. |
| 10/10/2001   | Parigi              | Francia     | Palais Omnisports de Paris-Bercy | I concerti sono stati filmati per il concert film One Night in Paris. |
| 11/10/2001   | Francoforte         | Germania    | Festhalle                        | |
| 13/10/2001   | Barcellona          | Spagna      | Palau Sant Jordi                 | |
| 14/10/2001   | Madrid              | Spagna      | Palacio de Vistalegre            | |
| 17/10/2001   | Londra              | Regno Unito | Wembley Arena                    | |
| 18/10/2001   | Londra              | Regno Unito | Wembley Arena                    | |
| 20/10/2001   | Manchester          | Regno Unito | Evening News Arena               | |
| 21/10/2001   | Birmingham          | Regno Unito | National Exhibition Centre       | |
| 23/10/2001   | Lione               | Francia     | Halle Tony-Garnier               | |
| 24/10/2001   | Assago              | Italia      | Fila Forum                       | |
| 25/10/2001   | Casalecchio di Reno | Italia      | PalaMalaguti                     | |
| 28/10/2001   | Atene               | Grecia      | O.A.K.A.                         | |
| 30/10/2001   | Istanbul            | Turchia     | Abdi İpekçi Arena                | |
| 03/11/2001   | Zagabria            | Croazia     | Dom Sportova                     | |
| 05/11/2001   | Mannheim            | Germania    | Maimarkthalle                    | |

## Date cancellate
| Data       | Città | Paese   | Luogo         | Motivo |
| ---------- | ----- | ------- | ------------- | ------ |
| 14/09/2001 | Kiev  | Ucraina | Palats Sportu |        |

## Incassi e vendite del tour
| Luogo                           | Città         | Biglietti venduti/Disponibili | Incasso    |
| ------------------------------- | ------------- | ----------------------------- | ---------- |
| National Car Rental Center      | Sunrise       | 9,237 / 9,237 (100%)          | $405,313   |
| Cynthia Woods Mitchell Pavilion | The Woodlands | 14,282 / 16,500 (86%)         | $598,852   |
| Smirnoff Music Center           | Dallas        | 12,850 / 15,000 (85%)         | $606,625   |
| Staples Center                  | Los Angeles   | 29,516 / 29,516 (100%)        | $1,537,788 |
| Arrowhead Pond                  | Anaheim       | 21,491 / 21,491 (100%)        | $1,076,535 |
| TOTALE                          | TOTALE        | 87,376 / 91,744 (95%)         | $4,224,843 |

## Musicisti

### Depeche Mode
- Dave Gahan - voce
- Martin Gore - chitarra, cori, sintetizzatori, voce
- Andy Fletcher - sintetizzatori, cori

### Musicisti di supporto
- Peter Gordeno - sintetizzatori, cori
- Christian Eigner - batteria
- Jordan Bailey - cori
- Georgia Lewis - cori